# ブキッ・ムルタジャム駅
ブキッ・ムルタジャム駅 （マレー語:Stesen keretapi Bukit Mertajam）はマレーシアペナン州ブキッ・ムルタジャムにある、マレー鉄道の駅。

## 概要
ウエスト・コースト線とケダ線が分岐する駅。KTM ETSやKTMコミューター（マレーシア北部区間）が当駅に停車する。

## 歴史
1915年に開業。2015年に当駅周辺沿線の電化が行われた。

## 駅構造
島式ホーム2面4線を有する地上駅。

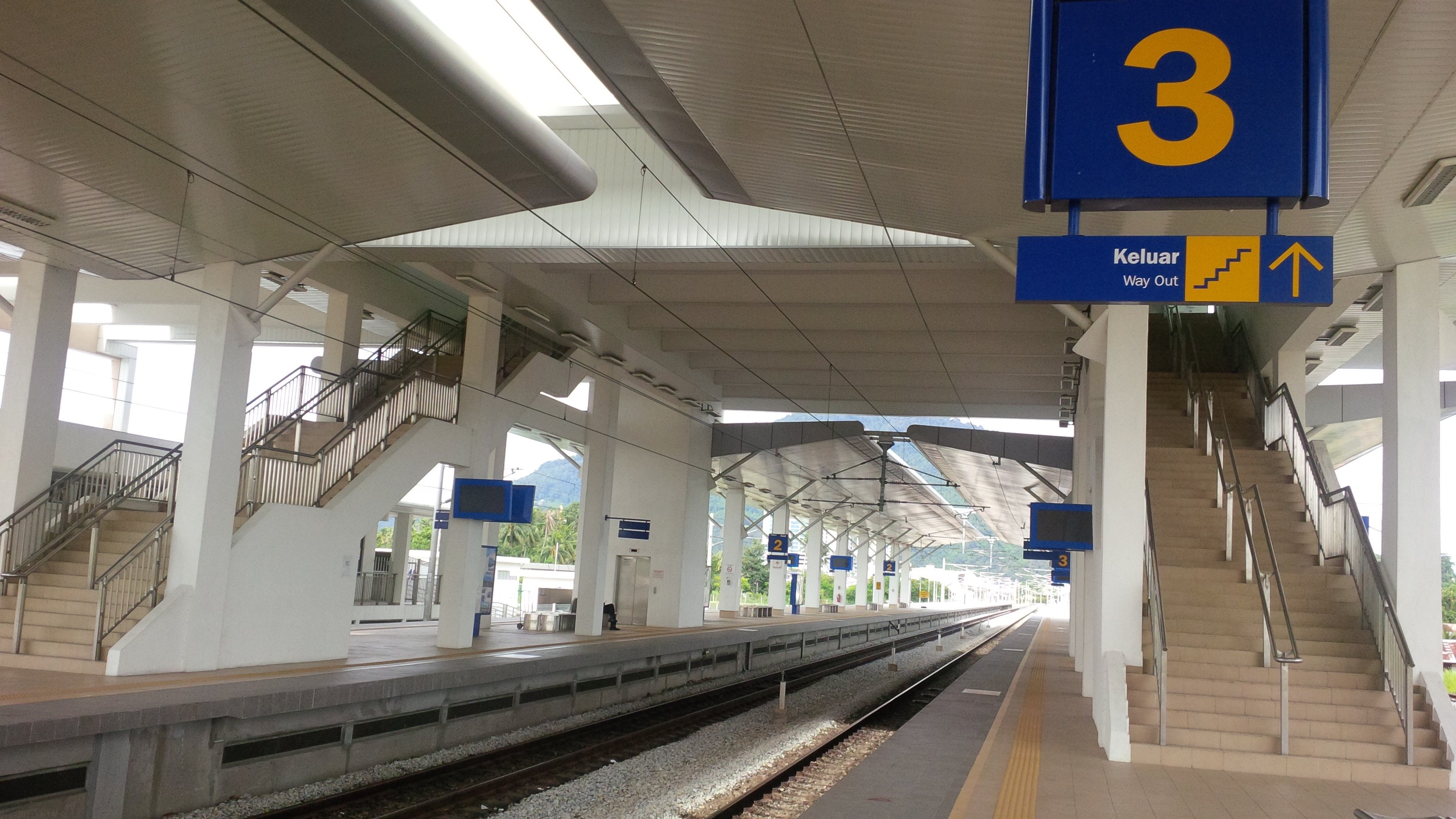
プラットホーム

切符売り場は1階にある。出口は北口と南口があり、両方とも小さなロータリーが設けられている。

## 駅周辺
- パーマタン・ラワ国立高校（マレー語版）
- ジュル川（マレー語版）

## 隣の駅
マレー鉄道
ウエスト・コースト線
KTM ETS
バターワース駅 - ブキッ・ムルタジャム駅 - ニボン・トゥバル駅
 1  KTMコミューター ブキッ・ムルタジャム-パダン・ルンガス線
ブキッ・ムルタジャム駅 - シンパン・アンパ駅
ケダ線
KTM ETS
タセッ・グルゴール駅（ウエスト・コースト線直通） - ブキッ・ムルタジャム駅 - ニボン・トゥバル駅
 2  KTMコミューター バターワース-パダン・ブサール線
ブキッ・トゥンガァ駅 - ブキッ・ムルタジャム駅 - タセッ・グルゴール駅（ウエスト・コースト線直通）